# 賢者之石
賢者之石（拉丁語：lapis philosophorum）是一种存在于传说或神话中的物質，其形态可能为石头（固体）、粉末或液体。它被认為能將卑金屬變成黃金，或製造能讓人長生不老的萬能藥，又或者醫治百病。其他的称号还有哲人石、天上的石头、红药液、第五元素等等。由于炼金术师们对这种物质的不懈追求，它也被赋予了大奇迹、伟大的创造等称号。有时候，这些称号也同时用来称呼那些贤者之石的制造者，以此来形象地表现他们居于炼金术的至上顶点。
法國煉金術士尼古拉·弗拉梅爾對賢者之石的研究使他聞名於世。

## 煉金術上的魔法石
賢者之石的概念明顯來自8世纪的一位阿拉伯裔葉門人（生於波斯）煉金術師贾比尔。他分析了恩培多克勒的四根说即物质由四种元素构成，分别是“火”，“土”，“水”，“气”。火是熱與乾，土是冷與乾，水是冷與溼，空氣是熱與溼。他進一步建立了「所有金屬都是這四種原理的結合」的理論：兩個為內部、另外二個為外部。
在這個情況下，一種金屬變質成另一種金屬的過程，被推論為這四種基本特質的重組。在假設中，促成這項轉變的媒介是一種在阿拉伯語中稱為al-iksir（此字衍生出西方萬能藥的單字elixir）的物質。該物質被想像是用神秘的石頭──賢者之石製成的乾粉。當時人們相信賢者之石由一種稱作carmot的物質構成。

## 煉金術士的發現
中世紀煉金術士建立在拜占庭帝國和阿拉伯帝國的研究。由於拜占庭和阿拉伯煉金術士能將金屬變化的概念著迷，並試圖進行這一過程。多數國王寄望煉金術能將一些卑金屬轉變為黃金，製造萬靈藥及長生不老藥，因此願意提供研究資金招攬煉金術士在宮廷服務。自12世紀起，基督教盛行的西方開始翻譯阿拉伯的鍊金術文獻，根據傳說，13世紀的神學家和哲學家艾爾伯圖斯·麥格努斯發現了賢者之石的下落。雖然馬格努斯沒有在他的作品中證實他發現了這塊石頭，但他確實記錄了別人通過賢者之石“變化”其他物質，並目睹了創造出來的黃金。
14世紀的練金術士弗拉梅尔在一次偶然的旅行中認識一名秘士，得到了賢者之石的重要知識，他和他的妻子解读了大量的古书，為了成功复制出賢者之石，他們使用賢者之石在1382年轉化了第一个银，然后是金。据傳說最終他曾實驗長生不死之術，但最終對天主教虔誠的信仰而放棄。也有傳聞說他害怕獲得長生不死被教會追殺所以詐死。此研究使他聞名於世，且成為相關領域的傳奇人物。在17世纪中期在鍊金術界得到了傳奇地位，並在相關期刊中引用。
中世紀的煉金術文本都提及賢者之石頭，特別是為它紅色石頭的外觀留下線索。它經常被稱為橙紅色（藏紅花色）或紅色粉末。或者是固體形式，紅色和紅紫色之間的中間層，近似透明和玻璃狀，賢者之石重量比黃金重，它可溶於任何液體，成為液態的狀態，但在火中不可燃。
在鍊金術士的諸多著作裡，賢者之石最常提到的屬性是將卑金屬轉化為金或銀的能力，以及消耗石頭來治愈所有形式疾病和延長一小部分人的生命的能力。其他提到的属性包括：產生火焰，将普通晶体轉化為寶石和鑽石，复活死亡植物，生成柔性或可塑性玻璃狀物體，或創造一個複製、或合成某些的東西。在16世紀的鍊金術著作上，賢者之石與何蒙库鲁兹有關聯性。

## 需求與騙局
有物質可將賤金屬轉變成珍貴的黃金的想法自然而然地吸引了各種企業家──內行人和外行人、多疑的人與易受騙的人、誠實的人與不誠實的人。這個時代的一個典型例子是神聖羅馬帝国的鲁道夫二世。波希米亞王鲁道夫二世當時遭遇財政問題，決定大筆投資在尋找賢者之石上。結果，他吸引了一大班鍊金術士來到當時波希米亞的首都布拉格。在那裡，術士們都得到研究所需的物質及金錢上的援助。而且，魯道夫二世更承諾，若他們成功解決問題，所得到的報酬當然會更多。這股“虛擬尋金熱”結果把丹麥的著名天文學家第谷亦引來魯道夫二世的宮廷，並以他在觀察上的基礎，幫魯道夫二世建立了一家鍊金實驗室。
可惜的是，鲁道夫二世不單未能完夢，還使他變得失去理智，結果被家人遺棄。他失去理智是自然的原因還是因為經常接觸有毒的重金屬，我們今日不得而知。不過，鍊金術通常都會用到鉛、水銀、砷、銻等有毒的金屬和半金屬，而那個年代的人卻不知道這些金屬會使人慢性中毒。

## 中国的炼丹术
煉丹術又稱外丹術，外丹術包括了黃白術，黃指得是黃金，白指得是白銀，黃白術認為透過所謂「添金縮錫」的方法，可以製造出黃金白銀。煉丹術最早是透過煉製鉛、汞等藥物來製作長生不老的藥物。煉丹術認為，丹砂可以反覆變化，黃金可以永久，因此用它們製成的藥物，吃了可以長生不老，這種藥物被稱作「金丹」。煉丹術的目的就是製造金丹以達成長生不老，其中金丹的觀念就相似于贤者之石。

## 贤者之石的组成成分

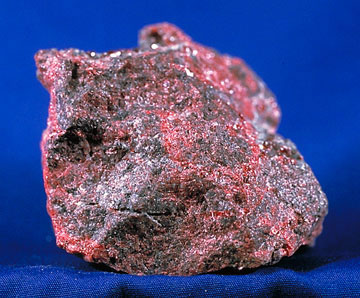
辰砂

人类自古以来就相信某些特别物质会对物质的变换造成相当大的影响，古代埃及炼金术师认为铅是种变化多端的特别金属，因为当时已经知道如何利用铅，从质杂不純的贵金属中提炼纯金与纯银。中世纪的阿拉伯则较重视水银与硫磺，他们相信融合水银与硫磺就能制作出灵药（万灵药），非但能治百病还可以点石成金。
中世紀的歐洲根据给中世纪欧洲炼金术带来巨大影响的贾比尔·伊本·哈伊扬的学说，水银和硫黄是贤者之石构成的两大要素。根据这两种要素的不同比率，从而产生卑金属和贵金属的区别。尽管在这之后又出现了加入盐的三要素说，但炼金术师们的注意力还是常常放在水银上。他们以水银为原料，不断重复着各种各样制造贤者之石的尝试。
这其中，水银和硫黄的化合物硫化汞会呈现出具有代表性的红色，这种化合物的天然产物被称为辰砂（参考照片）。在中国传说中，它被看作是制造长生不老药、仙丹、金丹的原材料（炼丹术）。汉字中的“丹”字也因为辰砂的缘故而具有了红色的含义（大徐本、段注本《說文》：「巴越之赤石也，象采丹井，」、「象丹形，凡丹之屬皆從丹。」辰砂為硃砂，即水銀、硫磺的天然混合物之又名，產於廣西、雲南、四川硃砂。
「红药液」中的药液一词，拉丁语原文为tinctura。其原意虽然是染料，但这里表示的是把草药浸泡在酒精中制成的药剂。中文也称作药酒。红药水（汞溴红溶液）作为水银制品，因为具有杀菌作用，现在也已经成为了家庭常备药。
虽然不能制造出黄金，但炼金术却可以用来进行镀金。把黄金溶在水银中会生成金汞齐。在打磨后的铜的表面涂上金汞齐后进行加热，水银蒸发后就会在铜的表面留下黄金的镀层。
贾比尔发現了能够溶解黄金的王水。把黄金溶解在王水里，干燥后就会留下一种黄色的粉末，叫做氯金酸。氯金酸的水溶液也可以用来进行镀金。把它涂在铜的表面的话，由于置换反应就会生成氯化铜，同时金就会析出并留在表面。
贾比尔（Geber）一直被認為是「王水」的研究者，用鹽酸和硝酸，少數物質能溶解黃金（和仍然經常使用金的回收和淨化）的混合物的發明者。
在有些观点裏，贤者之石也被认为是黄血盐（亚铁氰化钾）。在黄血盐和硫酸的混合液中加入黄金后加热，黄金就会溶解在这种液体中。因为这种材料帶有剧毒，近些年里的使用量已经急剧减少。但是作为电镀和非电解镀层的原材料，氰化金的化合物直到现在仍在使用。
把溶有黄金的溶液涂在普通金属的表面，再透過铜导线传送微弱的电流，从而把黄金固定在金属表面的方法被称为电镀金。根据一些考古发现，在古代的中东美索不达米亚地区，曾经使用过被称为巴格达电池的世界最古老的电池。

## 虛構故事中的賢者之石
賢者之石出現在許多虛構故事中，如：
- 保羅·科爾賀的小說《牧羊少年奇幻之旅》裡面分成哲人石與長生露，合起來叫元精，任何金屬混入哲人石就變成黃金，喝下長生露就得永生。
- 马克思·麦考依的小說《印第安纳·琼斯与贤者之石》
- J·K·羅琳的小說《哈利波特─神秘的魔法石》（1997）及其電影版（2001）。其中的賢者之石（譯為魔法石）擁有將任何金屬變成黃金及製造長生不死藥的法力。
- 在网络游戏《魔兽世界》里，有个炼金术士用这石头作为改变金属和元素材料的媒介。
- 日本動漫作品《鋼之鍊金術師》（2003）、（2009）中，爱德华兄弟因進行人體鍊成失去一部分身體，於是尋找賢者之石以恢復原來的身體。漫畫中賢者之石由人命煉成。
- 日本動漫作品《聖痕鍊金士》的物品。
- 日本特攝作品《假面騎士空我》中，是已死之人的心臟與成為騎士的力量之源。
- 日本特攝作品《假面骑士AGITO》中，為假面騎士亞極陀和超越基爾斯的力量之源
- 日本動畫作品《冒險少女娜汀亞》（1990）所持之藍寶石的真面目。（實為名為山铜/Oreichalkos的金屬，據傳產在亞特蘭提斯。又據說Oreichalkos與竹內文獻的日緋色金為同一種物質。至於Oreichalkos、日緋色金、賢者之石能否劃上等號，則無從得知。）
- 日本動畫作品《薔薇少女》（2002）之中的人偶的生命來源的薔薇聖母（Rosa Mystica）。
- 日本動畫作品《魔偶馬戲團》中眾人所爭奪之物。
- 日本輕小說作品《吉永家的石像怪》中，石像加古魯的製作和賢者之石有關。
- 在電玩《惡魔獵人（Devil May Cry）》中，賢者之石是進入冥界所需的第二把鑰匙。
- 在電玩《古墓奇兵-回憶錄（Tomb Raider - Chronicles）》中，蘿拉曾於羅馬找到一個賢者之石。
- 在電玩《炼金术士系列》中，賢者之石是遊戲中等級最高、製作過程也最繁雜漫長的物品。
- 在视频游戏《命运的阴影》中，贤者之石是关键道具何蒙库鲁兹的来源。
- 在GBA游戏《牧场物语》中，贤者之石是打造贤者工具的必要物品。
- 在動畫《秀逗魔導士（Slayers）》中，雷佐把賢者之石吃掉，便令封印在自己雙眼的魔王復活。
- 在彈幕射擊游戏《东方红魔乡》中，魔女帕秋莉·诺蕾姬有符卡「火水木金土符『贤者之石』」。
- 在線上遊戲《楓之谷》中，賢者之石有兩種，第一種為星之劍及焰之劍的材料（未來東京相關內容已關閉），第二種用於專業技術製作裝備的材料。
- 在動漫、遊戲《遊戲王》中，賢者之石為一張魔法卡。
- 在輕小說、動漫《Gosick》中，賢者之石亦為不存在之物（利維坦的鍊金術為騙術）不過其深紅的色彩，令維多利加能找到鐘塔內的密室。
- 日本特攝作品《假面騎士Wizard》，可將賢者之石植入已死之人身上使其復活，但需要定期由魔法使輸入魔力來維持生命。本作的賢者之石據説也可以將魅影（本作的敵方怪人）變回人類。
- 游戏《天地劫序传：幽城幻剑录》中，重要剧情道具“血灵神珠”即为一颗贤者之石
- 游戏《轩辕剑叁外传 天之痕》中，宇文拓以三十六万人性命为代价祭炼出的“万灵血珠”即为贤者之石
- 日本特攝作品《假面騎士GOTCHARD》中，為擁有強大力量的煉金術道具。
- 游戲《藥劑工藝：煉金模擬器》中主綫劇情的最終目標，為煉金道具“賢者之鹽”（Philosopher's Salt）的原料，該鹽能令玩家在藥劑調製期間在煉金地圖中自由地將路綫畫向想要的藥效附近的位置。
- 在2014年美國電影《忐忑》（英語：As Above, So Below）也描述了主角一群人闖入巴黎地下墓穴，為了逃出發現了賢者之石。

而今時今日，在英語的俚語中，“賢者之石”（Philosopher's Stone）已經變成了迷幻植物。